# Wallenburg (Miesbach)
Wallenburg ist ein Gemeindeteil von Miesbach auf der Gemarkung Wies im oberbayerischen Landkreis Miesbach.

## Ortsbeschreibung
Die Einöde Wallenburg liegt nördlich von Miesbach.

## Heimatwasser Mangfalltal
Seit 1883 bezieht die Stadt ihr Trinkwasser aus dem Mangfalltal. Etwa 80 % des Münchner Trinkwassers kommen heutzutage aus dem Mangfalltal. Seit Jahrzehnten gibt es im Landkreis Miesbach und im Bayerischen Landtag Streit um die Ausweitung der Wasserschutzzone. Landwirte fürchteten um ihre Existenz, die Behörden eine Verschleppung des Verfahrens.
Die Initiative Heimatwasser Mangfalltal war ein überparteiliches Bündnis von Bürgerinnen und Bürgern aus dem Landkreis Miesbach mit Hauptsitz im Biogut Wallenburg. Sie wurde im Juli 2018 gegründet und umfasste insbesondere dreißig von der geplanten Ausweitung des Wasserschutzgebiets direkt betroffenen Anlieger und Betriebe sowie Interessenvertreter aus den betroffenen Gemeinden, wie Gemeinderäte, Grundbesitzer, Landwirte, Anwohner, Bürgerinitiativen und -vereine.

## Bevölkerungsentwicklung
Um 1871 lebten in Wallenburg 48 Einwohner. In der Nachkriegszeit des Ersten Weltkriegs stieg die Bevölkerungszahl auf 131 Einwohner an. Im Mai 1987 gab es 26 Einwohner in einem Wohngebäude, das in 13 Wohnungen aufgeteilt war.
| Jahr      | 1871 | 1925 | 1950 | 1970 | 1987 |
| Einwohner | 48   | 131  | 87   | 82   | 26   |